# Didier Schmidt
Didier Schmidt (Sainte-Croix-en-Plaine, 25 marzo 1967) è un ex sciatore alpino francese.

## Biografia
Specialista delle prove tecniche originario di Tignes, ottenne il primo piazzamento in Coppa del Mondo l'11 dicembre 1988 a Madonna di Campiglio in slalom speciale classificandosi 11º e tale piazzamento sarebbe rimasto il migliore di Schmidt nel massimo circuito internazionale; ai successivi Mondiali di Vail 1989, sua unica presenza iridata, si classificò 11º nella combinata. Il suo ultimo piazzamento in carriera fu il 20º posto ottenuto nello slalom speciale di Coppa del Mondo disputato il 17 gennaio 1993 a Lech; non prese parte a rassegne olimpiche.

## Palmarès

### Coppa del Mondo
- Miglior piazzamento in classifica generale: 86º nel 1989

### Campionati francesi
- 1 oro (slalom speciale nel 1991)[senza fonte]